# Synagoge (Grybów)

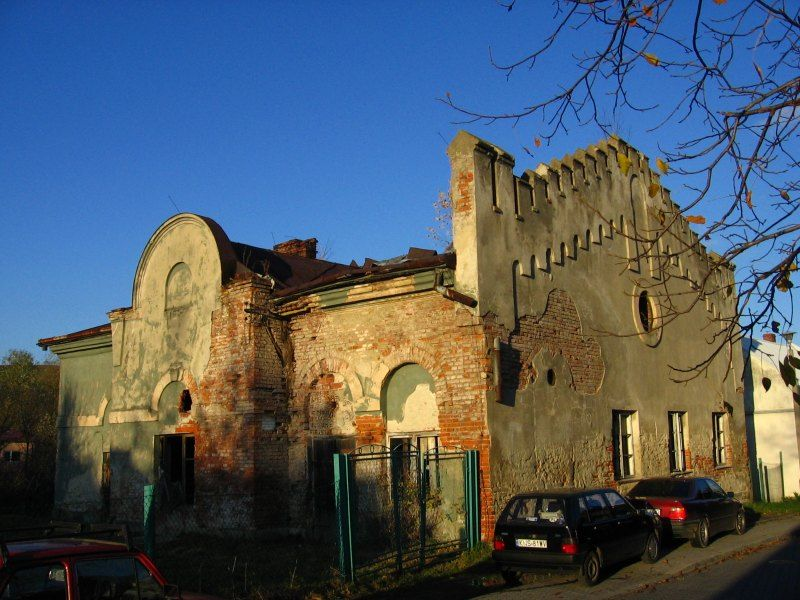
Synagoge in Grybów

Die Synagoge in Grybów, einer polnischen Stadt in der Woiwodschaft Kleinpolen, wurde 1909 errichtet. Die profanierte Synagoge in der Kilińskiego-Straße 10 ist ein geschütztes Kulturdenkmal.
Das Synagogengebäude wird seit dem Zweiten Weltkrieg als Lager genutzt.